# فرودگاه بسمر
فرودگاه بسمر (به انگلیسی: Bessemer Airport) یک فرودگاه همگانی بهره‌برداری هوایی است که یک باند فرود آسفالت دارد و طول باند آن ۱۸۳۱ متر است. این فرودگاه در شهر بسمر (آلاباما) کشور ایالات متحده آمریکا قرار دارد و در ارتفاع ۲۱۳ متری از سطح دریا واقع شده‌است.